# Perdület
A perdület, más néven impulzusnyomaték, vagy impulzusmomentum a klasszikus fizikában egy test forgási mozgásállapotát jellemző vektormennyiség.
Jele: N, mértékegysége a kg•m2/s, vagy az ezzel ekvivalens N•m•s.
Jele a IUPAC dokumentumaiban L.
A kvantummechanikában az impulzusmomentum a hullámfüggvény forgatásokkal szembeni viselkedését leíró mennyiség. A nulla impulzusmomentum például azt jelenti, hogy a hullámfüggvény a forgatás során változatlan marad, azaz forgásszimmetrikus.

## A klasszikus mechanikában

### Definíció
Egy mozgó tömegpont adott pontra vonatkoztatott perdületét az alábbi kifejezés adja meg: {\displaystyle \mathbf {N} =\mathbf {r} \times \mathbf {p} }, ahol {\displaystyle \mathbf {r} } a tömegpont adott vonatkoztatási pontból mért helyvektora, és {\displaystyle \mathbf {p} } a lendülete, azaz a tömeg és a sebesség szorzata.
A vektorszorzat definíciója alapján az {\displaystyle \mathbf {r} }, a {\displaystyle \mathbf {p} } és az {\displaystyle \mathbf {N} } vektorok jobbsodrású vektorrendszert alkotnak, és az impulzusnyomaték nagysága a következő szerint számolható: 
{\displaystyle N={r}\cdot {p}\cdot \sin \theta _{r,p}}, ahol {\displaystyle \theta _{r,p}} a helyvektor és az impulzus által bezárt szög.
Több tömegpontból álló rendszer adott pontra vonatkoztatott teljes perdülete az egyes pontok perdületeinek vektori eredője:
{\displaystyle \mathbf {N} =\sum _{i}\mathbf {N} _{i}=\sum _{i}(\mathbf {r} _{i}\times \mathbf {p} _{i})}
Merev testek rögzített tengely körüli forgása esetén az impulzusnyomatékot a fenti vektorszorzat helyett egyszerűbb alakban is felírhatjuk: 
{\displaystyle {N}=\Theta \cdot \omega }, ahol {\displaystyle \omega } a forgás szögsebessége és {\displaystyle \theta } a test adott tengelyre vonatkozó tehetetlenségi nyomatéka.

### A perdülettétel, azaz a perdület megváltozása és a forgatónyomaték

A tömegpontra ható F erő τ forgatónyomatéka és a pont mozgásához tartozó p lendület, illetve L perdület

Legyen egy tömegpont esetén a rá ható {\displaystyle \mathbf {F} } erő adott pontra vonatkozó forgatónyomatéka: 
{\displaystyle \mathbf {M} =\mathbf {r} \times \mathbf {F} }, ahol a forgatónyomatékot az animáción {\displaystyle \mathbf {\tau } }-val jelölt helyett a szokásosabb {\displaystyle \mathbf {M} } jelöli.
A perdülettétel szerint a perdület megváltozását a forgatónyomaték okozza, és a perdület idő szerint deriváltja megegyezik a forgatónyomatékkal. Tehát: 
{\displaystyle \mathbf {\frac {dN}{dt}} =\mathbf {M} }.

### A perdület megmaradásának törvénye
A fentiek alapján, ha a forgatónyomatékok eredője nulla, akkor a perdület állandó: 
{\displaystyle \sum \mathbf {M} =0\rightarrow \mathbf {\frac {dN}{dt}} =0\rightarrow \mathbf {N} =\mathrm {const.} }
Ez a perdületmegmaradás törvénye.

### Merev test forgásegyenlete
Merev test tengely körüli forgásánál az impulzusnyomaték a tehetetlenségi nyomaték és a szögsebesség szorzata, ezért a perdület időbeli deriváltja a következő alakban is felírható:
{\displaystyle {\frac {dN}{dt}}={\frac {d(\theta \cdot \omega )}{dt}}=\theta {\frac {d\omega }{dt}}=\theta \cdot \beta }, ahol {\displaystyle \beta } a test forgásához tartozó szöggyorsulás.
A perdülettétel ebben az esetben a test forgását leíró egyenlet, az úgynevezett forgásegyenlet is egyben:
{\displaystyle \theta \cdot \beta =M}
Ha a forgatónyomatékok eredője zérus, akkor a szöggyorsulás is zérus, azaz a merev test állandó szögsebességgel forog:
{\displaystyle M=0\rightarrow \beta ={\frac {d\omega }{dt}}=0\rightarrow \omega =\mathrm {const.} }

### A perdületmegmaradás alkalmazásai

A két ellentétes irányban ható, egyforma nagyságú F_{g} és -F_{g} erőből álló erőpár forgatónyomatéka merőleges a pörgettyű forgástengelyére, azaz pörgettyű perdületére. Mivel a perdület idő szerinti deriváltja megegyezik a forgatónyomatékkal, a perdület és ezzel a forgástengely iránya változik a forgatónyomaték irányában. Ezt hívjuk precessziónak

Amikor egy forgásban levő korcsolyázó a lábait és a karjait behúzza a törzséhez, a mozdulat során csökken a tehetetlenségi nyomatéka. Mivel külső forgatónyomaték nem hat rá, a perdületmegmaradás miatt a szögsebessége nőni fog, azaz forgása felgyorsul.
Ugyanez a helyzet az igen nagy sebességgel forgó kompakt csillagok, például a fehér törpék, neutroncsillagok és fekete lyukak esetén is, amikor azok sokkal nagyobb, lassabban forgó csillagokból keletkeznek. Így egy csillag nagyságának 104-ed részére való lecsökkenése forgási sebességének 108-szorosával való növekedését eredményezi.
A perdület megmaradása miatt a Föld–Hold rendszer esetében a Hold által okozott dagály a Hold keringési sebességének növekedésével jár, mivel a Föld a Holdnak átadja perdületének egy részét. Ahogy a Hold felgyorsul, a Föld lelassul, mégpedig egy nap alatt 42 nanomásodperccel, ugyanakkor a Hold keringési távolsága is megnő, mégpedig évente kb. négy és fél centiméterrel.

### Centrális erőtér és a perdületmegmaradás
Amennyiben a testre ható erők eredője centrális, azaz a test mozgása közben mindig egy adott pont felé mutat, akkor az erre a pontra vonatkoztatott forgatónyomaték zérus. Így az erre a pontra vonatkozó impulzusmomentum megmarad.

### Impulzusnyomaték a tömegközépponti rendszerben
Több pontból álló rendszer esetén az impulzusnyomaték a tömegközéppont mozgásának ismeretében két részre bontható. Magának a tömegközéppontnak a mozgásához tartozó pálya-impulzusmomentumra, és a rendszer tagjainak ehhez viszonyított mozgásához tartozó saját-impulzusmomentumra. Ez utóbbit nevezzük spinnek. 
{\displaystyle \mathbf {N} _{\mathrm {teljes} }=\mathbf {N} _{\mathrm {spin} }+\mathbf {N} _{\mathrm {palya} }}

## A kvantummechanikában
A kvantummechanikában a perdületet a lendülethez hasonlóan a hullámfüggvényen ható operátorként definiáljuk:
{\displaystyle {\hat {\mathbf {N} }}={\hat {\mathbf {r} }}\times {\hat {\mathbf {p} }}}
Elektromos töltés és spin nélküli részecskére helyreprezentációban
{\displaystyle {\hat {\mathbf {N} }}=-i\hbar (\mathbf {r} \times \nabla )},
ahol r a részecske helye, {\displaystyle \nabla } a gradiens operátor.
A perdület-operátorok algebrájának jellemző tulajdonságai az alábbi kommutátorok:
{\displaystyle [N_{i},N_{j}]=i\hbar \epsilon _{ijk}N_{k},\quad [N_{i},N^{2}]=0}
L komponensei kommutálnak a spin és töltés nélküli részecske Hamilton-operátorával is, azaz megmaradó mennyiségek:
{\displaystyle \left[N_{i},H\right]=0}
A perdület-operátor gyakran előfordul gömbszimmetrikus problémák megoldásakor. Gömbi koordináta-rendszerben, a helyreprezentációt használva az operátor alakja:
{\displaystyle N^{2}={\frac {1}{\sin \theta }}{\frac {\partial }{\partial \theta }}\left(\sin \theta {\frac {\partial }{\partial \theta }}\right)+{\frac {1}{\sin ^{2}\theta }}{\frac {\partial ^{2}}{\partial \phi ^{2}}}}
L2 és például Lz kommutál, ezért létezik közös sajátállapotrendszerük. Legyen egy ilyen állapotvektor |l,m>, ekkor a sajátértékegyenletek:
{\displaystyle N^{2}|n,m\rangle =\hbar ^{2}n(n+1)|n,m\rangle }
{\displaystyle N_{z}|n,m\rangle =\hbar m|n,m\rangle }
A sajátvektorok polárkoordináta-reprezentációban éppen a gömbfüggvények:
{\displaystyle \langle \theta ,\phi |n,m\rangle =Y_{l,m}(\theta ,\phi )}
Mindez tulajdonképpen csak a perdület egy része, az ún. pályaperdület vagy pályamomentum. A relativisztikus kvantummechanikában megjelenik a spin, ami ilyen módon nem definiálható.